# Dexamenos de Chios
Dexamenos (Δεξαμενός) de Chios est un graveur de gemmes de l'Antiquité grecque, actif entre 420 et 400 av. J.-C. 

## Analyse
Dexamenos de Chios était l'un des plus talentueux artistes de glyptique, et ses œuvres sont parmi les meilleures de leur art. Il n'existe que quatre pierres signées de son nom, mais d'autres pièces lui sont attribuées en raison de leur style,,.

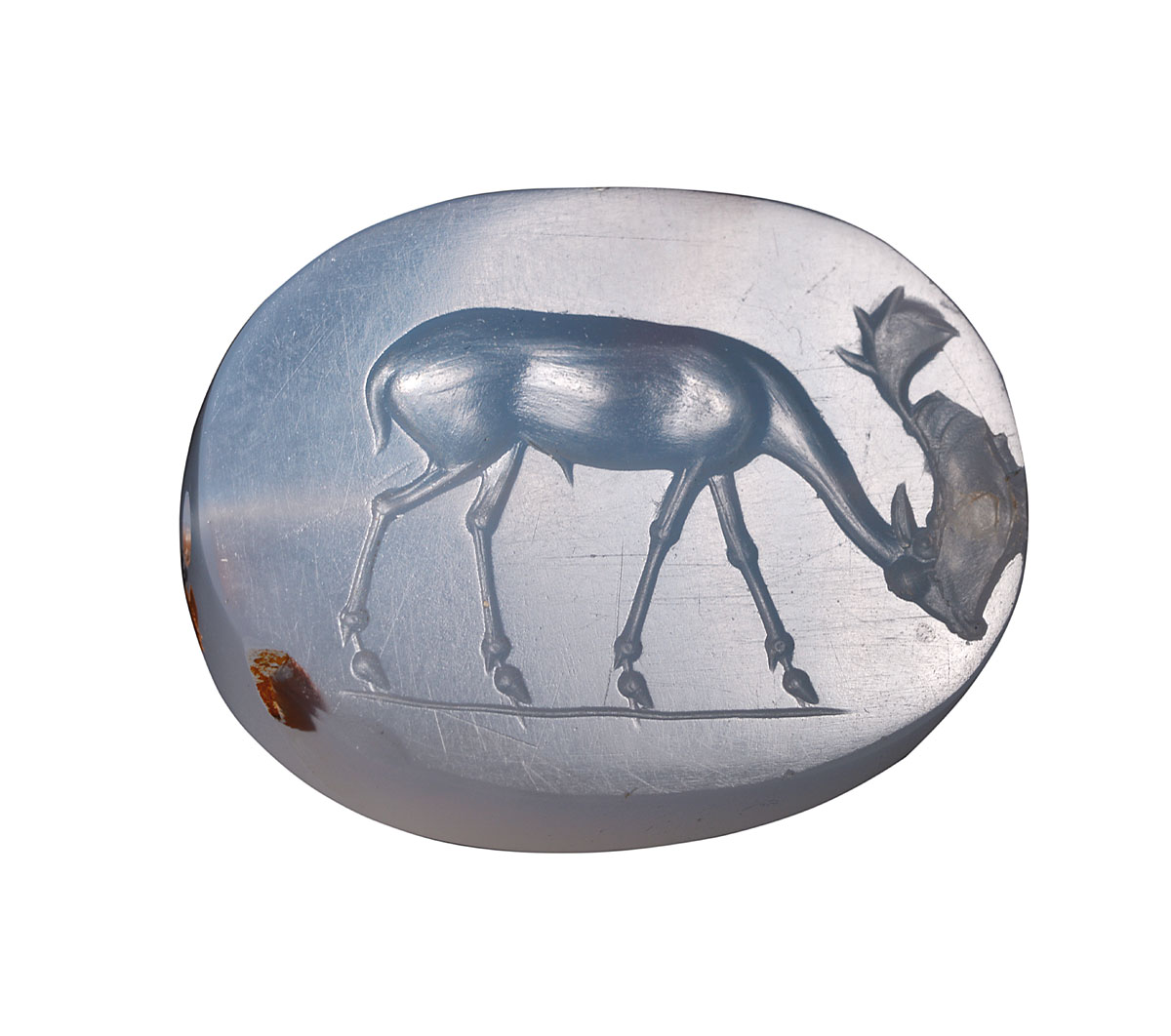
Gemme en calcédoine attribuée à Dexamenos, représentant un cerf.

La présence bien visible de sa signature sur quatre œuvres semble montrer qu'il était fier de son art.
Les savants modernes débattent du lieu de son activité : Athènes, où  il pourrait avoir été influencé par Phidias, ou le Nord de la mer Noire.